# Ferrari F2008
Ferrari F2008  je 54 vozem formule 1 týmu Scuderia Ferrari, který se účastnil mistrovství světa v roce 2008. Interní označení vozu je 659.

## Popis
O proti svému předchůdci (Ferrari F2007) je nový vůz nižší a kratší tím pádem byl vůz mnohem reakčnější. K tomuto technickému kroku byli konstruktéři přinuceni novými technickými pravidly pro sezonu 2008, které zakazovaly používání elektronických pomůcek jako je kontrola trakce.
Nejvýznamnější novinkou je použití standardizované elektronické řídicí jednotky SECU (Standard Electronic Control Unit), jejímž výrobcem je MES (McLaren Electronic Systems). Další významnou novinkou je převodovka, která musí vydržet čtyři závodní víkendy. Skříň převodovky je z uhlíkových vláken a i nadále je umístěna podélně. Převodovka i pro tuto sezonu bude bezprodlevová. Dalším již viditelným elementem jsou boční ochranné prvky v prostoru hlavy jezdce, u kterých došlo k jejich zvýšení. Došlo k omezeni používání kompozitních materiálu, což mělo vliv na váhu vozu, která se tím zvýšila. S ohledem na předchozí typ vozu došlo k přepracovaní všech aerodynamických ploch, ale dá se předpokládat, že verze vozu při jeho lednovém představení dozná v tomto směru značných změn v průběhu sezony. V oblasti nohou pilota došlo k prohloubení monokoku, dále byl zúžen kryt motoru a bočnice, proto muselo dojít i k přepracování systému zavěšení kol, dále rozvržení hmotnosti a těžiště a došlo ke změně rozvoru. Protože byla zakázána elektronická kontrola trakce a dalších elektronických pomůcek řízení, celé řízení diferenciálu, motoru a převodovky se zjednodušilo. Další změnou, kterou vyžadují pravidla pro rok 2008 a norma Evropské unie, je ustanovení o složení paliva. Tato norma stanovuje, že palivo musí obsahovat minimálně 5,75% biologických složek. Ferrari v úzké spolupráci s firmou Shell vyvinulo zcela nové palivo Shell V-Power ULG64 a oleje Shell SL 1098

## Technická data
- Délka: 4,025 m
- Šířka: 2,745 m
- Výška: 1,196 m
- Váha: 605 Kg (včetně pilota, vody a oleje)
- Rozchod kol vpředu: 1,470 m
- Rozchod kol vzadu: 1,405 m
- Rozvor: 3,135 m
- Převodovka: Ferrari L 7stupňová poloautomatická sekvenční s elektronickou kontrolou.
- Brzdy: Brembo
- Motor: tipo 056
  - V8 90°
  - Zdvihový objem: 2.398 cm³
  - Výkon: 800cv/17400 otáček
  - Vrtání: 98 mm
  - Zdvih: 39,74 mm
  - Ventily: 32
  - Mazivo: Shell SL 1098
  - Palivo: Shell V-Power ULG64
  - Váha: > 95 kg
  - Vstřikování Magneti Marelli
  - Palivový systém Magneti Marelli
- Pneumatiky: Bridgestone

## Testy vozu F2008
| Trať      | Datum | Jezdci         | Jezdci         | Jezdci        | Jezdci             |
| F2008     | F2008 | Kimi Räikkönen | Felipe Massa   | Luca Badoer   | Michael Schumacher |
| --------- | ----- | -------------- | -------------- | ------------- | ------------------ |
| Jerez     | 14.1  | 1:19.846 (1.)  | 1:20.123 (2.)  |               |                    |
| Jerez     | 15.1  | 1:19.708 (3.)  | 1:19.772 (5.)  |               |                    |
| Jerez     | 16.1  | 1:20.646 (8.)  | 1:20.500 (5.)  |               |                    |
| Jerez     | 22.7  |                |                | 1:20.697 (3.) |                    |
| Jerez     | 23.7  | 1:19.446 (3.)  |                |               |                    |
| Jerez     | 24.7  | 1:19.434 (3.)  |                |               |                    |
| Jerez     | 25.7  |                | 1:19.611 (5.)  |               |                    |
| Jerez     | 9.12  | 1:20.261 (5.)  |                |               |                    |
| Jerez     | 10.12 | 1:19.334 (5.)  | 1:20.490 (10.) |               |                    |
| Jerez     | 11.12 | 1:18.782 (4.)  | 1:19.050 (5.)  |               |                    |
| Valencie  | 22.1  | 1:12.721 (2.)  | 1:12.182 (1.)  |               |                    |
| Valencie  | 23.1  | 1:11.850 (3.)  | 1:11.662 (2.)  |               |                    |
| Valencie  | 24.1  | 1:11.189 (1.)  | 1:11.831 (3.)  |               |                    |
| Barcelona | 20.2  |                | 1:30.673 (1.)  | 1:31.288 (3.) |                    |
| Barcelona | 21.2  |                | 1:22.213 (4.)  | 1:22.535 (8.) |                    |
| Barcelona | 22.2  |                | 1:20.508 (1.)  | 1:21.808 (2.) |                    |
| Barcelona | 25.2  | 1:22.319 (2.)  |                |               | 1:22.428 (3.)      |
| Barcelona | 26.2  | 1:21.722 (3.)  | 1:22.513 (5.)  |               |                    |
| Barcelona | 27.2  | 1:21.933 (9.)  | 1:22.286 (13.) |               |                    |
| Barcelona | 14.4  |                | 1:18.339 (1.)  |               |                    |
| Barcelona | 15.4  |                | 1:20.283 (3.)  |               |                    |
| Barcelona | 16.4  |                |                |               | 1:19.323 (2.)      |
| Barcelona | 17.4  | 1:23.619 (3.)  |                |               |                    |
| Barcelona | 12.6  |                |                | 1:22.412 (1.) |                    |
| Barcelona | 13.6  |                |                | 1:21.013 (1.) |                    |
| Barcelona | 14.6  |                |                | 1:20.680 (3.) |                    |

| Trať           | Datum | Jezdci         | Jezdci        | Jezdci        | Jezdci        |
| F2008          | F2008 | Kimi Räikkönen | Felipe Massa  | Luca Badoer   | Marc Gene     |
| -------------- | ----- | -------------- | ------------- | ------------- | ------------- |
| Fiorano        | 7.1   | 1:00.897       |               |               |               |
| Sakhir         | 4.2   | 1:32.079 (1.)  |               | 1:33.323 (2.) |               |
| Sakhir         | 5.2   | 1:30.595 (1.)  |               | 1:32.230 (2.) |               |
| Sakhir         | 6.2   | 1:30.455 (1.)  | 1:31.293 (2.) |               |               |
| Sakhir         | 9.2   | 1:30.914 (1.)  | 1:31.174 (2.) |               |               |
| Sakhir         | 10.2  | 1:30.015 (1.)  | 1:30.190 (2.) |               |               |
| Sakhir         | 11.2  | 1:31.329 (3.)  | 1:31.189 (1.) |               |               |
| Paul Ricard    | 14.5  | 1:06.089 (2.)  |               |               |               |
| Paul Ricard    | 15.5  | 1:05.381 (1.)  |               |               |               |
| Paul Ricard    | 16.5  |                | 1:33.246 (5.) |               |               |
| Silverstone    | 24.6  |                | 1:20.188 (1.) |               |               |
| Silverstone    | 25.6  |                | 1:21.069 (7.) |               |               |
| Silverstone    | 26.6  | 1:20.321 (3.)  |               |               |               |
| Hockenheimring | 8.7   | 1:15.803 (2.)  |               |               |               |
| Hockenheimring | 9.7   | 1:15.296 (3.)  |               |               |               |
| Hockenheimring | 10.7  |                | 1:14.989 (1.) |               |               |
| Monza          | 27.8  |                | 1:23.428 (1.) |               |               |
| Monza          | 28.8  |                | 1:23.445 (5.) |               |               |
| Monza          | 29.8  | 1:23.371 (2.)  |               |               |               |
| Mugello        | 17.9  |                |               | 1:21.010      |               |
| Mugello        | 18.9  | 1:21.079       |               |               |               |
| Mugello        | 19.9  |                | 1:23.618      |               |               |
| Algerve        | 15.12 |                | 1:32.926 (2.) |               |               |
| Algerve        | 16.12 |                |               | 1:31.320 (2.) | 1:33.076 (3.) |
| Algerve        | 17.12 |                |               | 1:30.163 (2.) |               |
| F2008          | F2008 | Kimi Räikkönen | Felipe Massa  | Luca Badoer   | Marc Gene     |

Speciální testy
| Trať    | Datum | Jezdci          | Jezdci           | Jezdci          | Jezdci              |
| F2008   | F2008 | Valentino Rossi | Mirko Bortolotti | Edoardo Piscopo | Salvatore Cicatelli |
| ------- | ----- | --------------- | ---------------- | --------------- | ------------------- |
| Mugello | 20.11 | 1:22.550        |                  |                 |                     |
| Mugello | 21.11 | 1:24.040        |                  |                 |                     |
| Fiorano | 26.11 |                 | 0:59,111         | 1:00,336        | 1:01,243            |

## Hlavní sponzoři
Altria Group (Marlboro),  Fiat,  Shell,  Etihad Airways,  Telecom Italia (Alice),  Bridgestone,  AMD,  Acer,  Mubadala

## Výsledky v sezoně 2008
| Legenda k tabulce | Legenda k tabulce                                                                       |
| Barva             | Výsledek                                                                                |
| ----------------- | --------------------------------------------------------------------------------------- |
| Zlatá             | Vítěz                                                                                   |
| Stříbrná          | 2. místo                                                                                |
| Bronzová          | 3. místo                                                                                |
| Zelená            | Bodované umístění                                                                       |
| Modrá             | Nebodované umístění                                                                     |
| Modrá             | Dokončil neklasifikován (NC)                                                            |
| Fialová           | Odstoupil (Ret)                                                                         |
| Červená           | Nekvalifikoval se (DNQ)                                                                 |
| Červená           | Nepředkvalifikoval se (DNPQ)                                                            |
| Černá             | Diskvalifikován (DSQ)                                                                   |
| Bílá              | Nestartoval (DNS)                                                                       |
| Bílá              | Závod zrušen (C)                                                                        |
| Světle modrá      | Pouze trénoval (PO)                                                                     |
| Světle modrá      | Páteční testovací jezdec (TD)                                                           |
| Bez barvy         | Netrénoval (DNP)                                                                        |
| Bez barvy         | Vyřazen (EX)                                                                            |
| Bez barvy         | Nepřijel (DNA)                                                                          |
| Bez barvy         | Odvolal účast (WD)                                                                      |
| Bez barvy         | Nezúčastnil se (prázdné)                                                                |
| Označení          | Význam                                                                                  |
| Tučnost           | Pole position                                                                           |
| Kurzíva           | Nejrychlejší kolo                                                                       |
| †                 | Jezdec nedojel do cíle, ale byl klasifikován, protože odjel více než 90 % délky závodu. |
| ‡                 | Byl udělován poloviční počet bodů, protože bylo odjeto méně než 75 % délky závodu.      |
| Horní index       | Umístění bodujících jezdců ve sprintu                                                   |

| Rok  | Šasi    | Motor              | Pneu | Jezdci         | 1   | 2   | 3   | 4   | 5   | 6   | 7   | 8   | 9   | 10  | 11  | 12  | 13  | 14  | 15  | 16  | 17  | 18  | Body | Umístění |
| ---- | ------- | ------------------ | ---- | -------------- | --- | --- | --- | --- | --- | --- | --- | --- | --- | --- | --- | --- | --- | --- | --- | --- | --- | --- | ---- | -------- |
| 2008 | Ferrari | Ferrari 056 2.4 V8 | B    |                | AUS | MAL | BHR | ESP | TUR | MON | CAN | FRA | GBR | GER | HUN | EUR | BEL | ITA | SIN | JPN | CHN | BRA | 172  | 1        |
| 2008 | Ferrari | Ferrari 056 2.4 V8 | B    | Kimi Räikkönen | 8   | 1   | 2   | 1   | 3   | 9   | Ret | 2   | 4   | 6   | 3   | Ret | 18  | 9   | 15  | 3   | 3   | 3   | 172  | 1        |
| 2008 | Ferrari | Ferrari 056 2.4 V8 | B    | Felipe Massa   | Ret | Ret | 1   | 2   | 1   | 3   | 5   | 1   | 13  | 3   | 17  | 1   | 1   | 6   | 13  | 7   | 2   | 1   | 172  | 1        |

## F2008K
Jen par dní po finálovém závodě v Brazílii, přesněji 11. listopadu, Ferrari zahájilo testy komponentů pro vůz F2009, který bude bojovat o titul v sezóně 2009. Na trati ve Fioranu se s vozem označeným jako Ferrari F2008K objevil testovací pilot Luca Badoer. Ohledně tohoto vozu panuji značné nejasnosti, prakticky nejsou k dispozici žádné fotografie ani technické specifikace a dokonce nebyly zveřejněny ani časy na jedno kolo. Jediné prohlášení, které stáj vydala se týkalo označení vozu, K na konci F2008 znamená K.E.R.S., který je ve voze testován.
Ve skutečnosti nebylo nic definitivní, protože vůz pro rok 2009 nebyl ještě realizován a tak se v továrně rozhodli využít úspěšný F2008, jako základ pro odzkoušení základních prvků nového vozu. V první řadě se na voze zkouší systém rekuperace energie K.E.R.S., a vliv nových pneumatik slick na chování vozu.
Celý nový systém rekuperace kinetické energie v současné době váží mezi sedmi a osmi kilogramy, což u Ferrari chtejí do začátku sezony zredukovat na 5 kg.

## Testy vozu F2008K
| Trať      | Datum  | Jezdci         | Jezdci         |
| F2008K    | F2008K | Luca Badoer    | Marc Gene      |
| --------- | ------ | -------------- | -------------- |
| Barcelona | 17.11  | 1:22.038 (5.)  | 1:24.117 (14.) |
| Barcelona | 18.11  | 1:22.425 (12.) | 1:22.772 (13.) |
| Barcelona | 19.11  | 1:22.866 (11.) |                |